# Alain (roi d'Armorique)
Pour les articles homonymes, voir Alain.
Ne doit pas être confondu avec Alain Ier de Bretagne.
Alain d'Armorique est un roi légendaire d'Armorique qui aurait régné à la fin du VIe siècle.

## Biographie légendaire
Dans son Historia regum Britanniae Geoffroy de Monmouth indique qu'Alain est le père d'Hoël III et le grand-père de Salomon II. Il est évoqué par Cadwallon dans un discours destiné à rallier à sa cause Salomon II en soulignant leurs liens de parenté.
Depuis Dom Morice, son continuateur Jacques Gallet au XVIIIe siècle et les historiographes du XIXe siècle qui les suivent, assignent à Alain Ier dans la liste des rois légendaires d'Armorique un règne de 547 à 594 en l'assimilant comme une sorte de nom de règne à Judual ou Judwal roi historique de Domnonée du VIe siècle. Il est désigné comme le fils d'Hoël II. Il est précisé que sous son règne, comme sous celui de son père, la monarchie bretonne fut partagée violemment entre plusieurs princes, les uns frères de Hoël II, les autres cousins-germains d'Alain Ier mais que l'unité est rétablie par son fils Hoël III.

## Article lié
- Liste des rois légendaires d'Armorique